# Zarnova
Zarnova (ryska: Зарнава, azerbajdzjanska: Zərnəva) är en ort i Azerbajdzjan.   Den ligger i distriktet İsmayıllı Rayonu, i den centrala delen av landet, 140 km väster om huvudstaden Baku. Zarnova ligger 1 327 meter över havet och antalet invånare är 872.
Terrängen runt Zarnova är kuperad åt sydost, men åt nordväst är den bergig. Terrängen runt Zarnova sluttar söderut. Närmaste större samhälle är İsmayıllı, 16,4 km väster om Zarnova.
Omgivningarna runt Zarnova är en mosaik av jordbruksmark och naturlig växtlighet. Runt Zarnova är det ganska glesbefolkat, med 34 invånare per kvadratkilometer.